# Maledictosuchus
Maledictosuchus riclaensis
Genre
Espèce
Maledictosuchus est un genre éteint de crocodyliformes métriorhynchidés carnivores, à long rostre, presque exclusivement marins.
Il a vécu au Jurassique moyen (Callovien moyen), soit il y a environ entre 165 Ma (millions d'années), dans ce qui est aujourd'hui l'Europe de l'ouest. Son seul fossile connu a été découvert en Espagne, à Ricla dans la province de Saragosse, en Aragon.
Une seule espèce est rattachée au genre, Maledictosuchus riclaensis, décrite par Jara Parrilla-Bel (d), Mark Thomas Young (d), Miguel Moreno-Azanza (d) et José Ignacio Canudo (d) en 2013.

## Étymologie
Le nom de genre Maledictosuchus est composé du mot latin maledictus, « damné, maudit », et du mot du grec ancien Soũkhos, « crocodile », pour donner littéralement « crocodile maudit », qui rappelle les diverses tentatives avortées pour étudier ce fossile avant celle, aboutie, de 2013.

## Découverte
Les restes fossiles de Maledictosaurus, découverts au début du XXIe siècle, consistent essentiellement en un crâne quasi complet dont manque seulement la partie arrière de la mandibule ; trois vertèbres ont été également trouvées.
L'âge de la couche stratigraphique d'où proviennent ces os a été précisément daté grâce aux faunes d'ammonites qui sont associées. Elle date du Callovien moyen, plus précisément de la zone d'ammonites à Coronatum (Erymnoceras coronatum), de la province d'ammonites subméditerranéenne (subdivisions du Callovien).

## Description

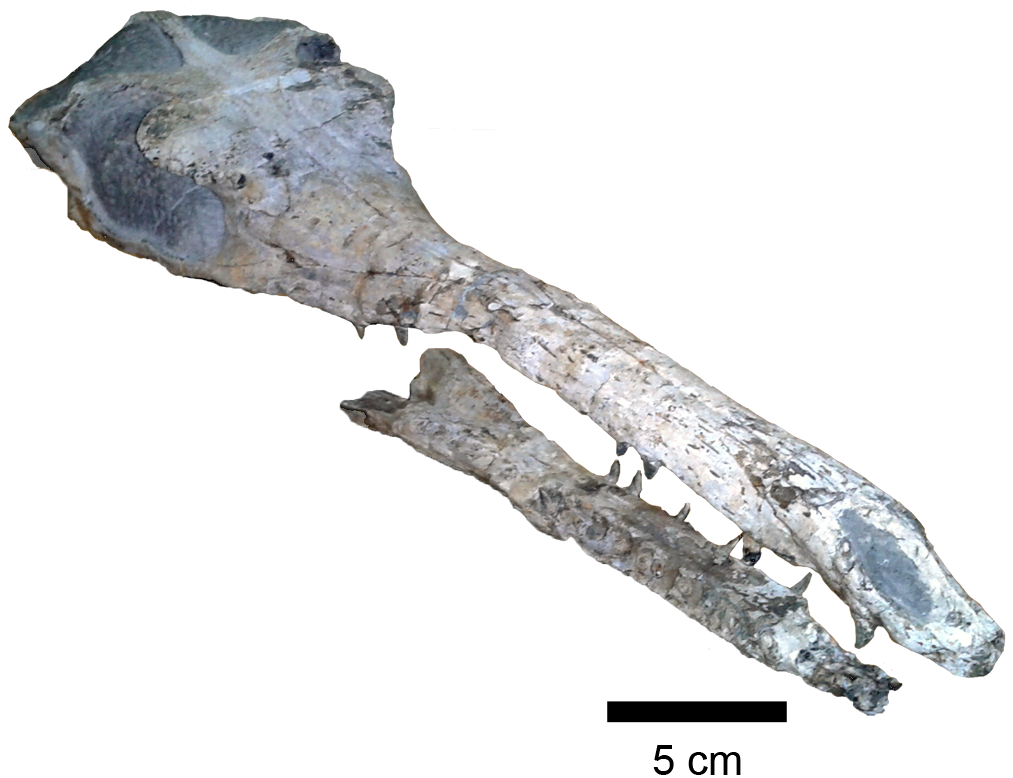
Crâne holotype de Maledictosuchus riclaensis.

### Taille
Le crâne mesure 55 centimètres de long, ce qui, en utilisant la méthode d'extrapolation de Mark T. Young et ses collègues en 2011, aboutirait à une longueur totale de l'animal de 2,95 mètres.

### Crâne
Maledictosuchus possède un long rostre comme les Metriorhynchinae. Il porte de très nombreuses dents hétérodontes, 30 à 33 par os maxillaire et de 20 à 21 par os dentaire (sur la mandibule), ce qui est un caractère que l'on retrouve chez les genres Gracilineustes et Metriorhynchus, des métriorhynchinés un peu plus primitifs,. Les dents situées à l'avant du maxillaire sont comprimées latéralement, tandis que plus l'arrière leur section est quasi circulaire.
Ses orbites sont plus longues que les fenestrae (ouvertures) supra-temporales.

## Classification
L'analyse phylogénétique réalisée par Parrilla-Bel, Young et leur équipe à la suite de la description de Maledictosuchus, le place au sein de la tribu des Rhacheosaurini dont il occupe la position la plus basale.

## Publication originale
- (en) Jara Parrilla-Bel, Mark T. Young, Miguel Moreno-Azanza et José Ignacio Canudo, « The first metriorhynchid crocodylomorph from the Middle Jurassic of Spain, with implications for evolution of the subclade Rhacheosaurini », PLOS One, PLoS, vol. 8, no 1,‎ 2013, e54275 (ISSN 1932-6203, OCLC 228234657, PMID 23372699, PMCID 3553084, DOI 10.1371/JOURNAL.PONE.0054275, lire en ligne).